# Frederik Ihler
Frederik Dahl Ihler (født 25. juni 2003) er en dansk fodboldspiller, der spiller for norske IF Elfsborg. Han er angriber.

## Karriere
Ihler spillede som barn i VSK, inden han som U/14-spiller skiftede til AGF.

### AGF
Han gjorde det godt på forskellige ungdomshold i AGF, og han var topscorer på U/19-holdet, da klubben i begyndelsen af 2022 gav ham en professionel kontrakt for tre år. Han havde allerede i sommeren 2020 fået sin debut på superligaholdet, da han blev skiftet ind i en af sæsonens sidste kampe.
Ihler fik flere førsteholdskampe i løbet af foråret 2022 som indskifter, og han scorede sit første superligamål 10. april samme år i en kamp mod FC Nordsjælland, hvor hans mål kort inden slutfløjtet sikrede AGF uafgjort med 2-2.

### Valur
I juli 2022 udlejede AGF ham til islandske Valur for resten af året. Lejemålet blev dog afbrudt efter blot tre uger og tre kampe, da AGF efter at have fået ny cheftræner hentede Ihler tilbage igen.

### Skive
Ihler blev dog udlejet igen knap en måned senere, da AGF indgik en aftale med Skive IK om, at han skulle spille for denne klub resten af sæsonen 2022/2023. Han havde en fin sæson i klubben, hvor han fik 25 ligakampe og her scorede 10 mål.

### Landskrona
Efter lejeopholdet solgte AGF Ihler til svenske Landskrona BoIS, hvor han fik en tre et halvt år lang kontrakt.

## Landshold
Ihler har spillet enkelte kampe på danske ungdomslandshold (U/16, U/17 og U/19).